# Peter Colomb (Finanzrat)
Peter Colomb, seit 1786 Peter von Colomb (* 27. Juli 1719 in Neustadt (Dosse); † 18. März 1797 in Aurich) war ein preußischer Finanzrat und Präsident der preußischen Kriegs- und Domänenkammer in Aurich. Er wurde am 2. Oktober 1786 geadelt.

## Leben

### Herkunft
Seine Eltern waren Henri Colomb und dessen Ehefrau Madeleine de Moor (1672–1751) aus Paris. Die Familie stammt aus dem Burgund, wo sie große Glashütten besaß. Sie gehörten zu den zahlreichen Franzosen, die nach Aufhebung des Edikts von Nantes aus dem Land geflohen waren. Sein Vater kam über Kopenhagen nach Brandenburg und ließ sich als Kaufmann in Neustadt (Dosse) nieder. Sein ältester Bruder, der Manufakturbesitzer Johann Heinrich Colomb, war der Vater von Marie-Elisabeth, der Mutter von Wilhelm und Alexander von Humboldt.

### Werdegang
Nach dem Besuch des Joachimsthaler Gymnasiums schrieb er sich 1737 zum Studium der Rechte in Halle ein, 1740 wechselte er nach Jena. 1741 trat er in preußische Dienste und wurde Kammersekretär in Minden. Von hier wurde er 1746 als Kriegs- und Domänenrat nach Aurich versetzt. Ostfriesland war erst 1744 an Preußen gefallen, dort konnte er unter dem Präsidenten Lentz arbeiten und war zeitweilig ostfriesischer Landtags-Kommissar. Ihm gelang es, die zerrütteten Finanzen zu konsolidieren, obwohl der Siebenjährige Krieg Ostfriesland mit Kontributionen stark zusetzte. 1765 wurde er als Finanzrat in das III. Departement des Generaldirektoriums versetzt, wo er C. F. von Reinhard ersetzte, seine Stelle in Aurich wurde von H. Olffen aus Geldern übernommen. 1768 schlug der Chef der Kriegs- und Domänenkammer Aurich Minister vom Hagen Colomb als Nachfolger des Präsidenten Ernst Boguslaw von Wegnern vor, der gegen seinen Willen pensioniert worden war. Vor seiner Abreise nach Aurich erhielt er noch eine Audienz beim König in Potsdam. Colomb war bis zu seinem Tod Präsident der Kammer in Aurich.
Sein Nachfolger wurde Friedrich Karl Heinrich von Schwerin († 1805).

### Familie
Colomb heiratete am 29. Januar 1760 Marie Elisabeth Bacmeister (* 26. Februar 1740; † 3. Oktober 1807) Tochter des Auricher Regierungsrats Georg Albrecht Bacmeister und Schwester des Geheimen Regierungsrats Eberhard Friedrich Bacmeister. Das Paar hatte folgende Kinder:
- Hedwig Adelheid (* 14. April 1762; † 1855) ⚭ 30. August 1780 Heinrich Ludwig von Warsing (1750–1817), Justizrat[5]
- Magdalene Charlotte (* 3. September 1763; † 16. Dezember 1768)
- Georg Heinrich (* 14. Juni 1765; † 26. Juli 1839), Geheimer Regierungsrat ⚭ 10. November 1803 Eleonore Sabine von Unruh (* 21. April 1780; † 15. August 1836) aus dem Haus Schweinert
- Marie Friederike Elisabeth (* 27. Juni 1766; † 11. August 1842)

⚭ Friedrich Wilhelm von Benecke (* 19. April 1752; † 3. April 1793), Regierungspräsident
⚭ Karl Geisler (* 9. April 1760; † 22. Dezember 1806), Finanzrat in Berlin
- Ludwig Christoph (* 14. Oktober 1767; † 5. November 1831), Regierungspräsident in Bromberg ⚭ 25. August 1802 Martyna von Zablocka aus dem Haus Wrzesnia (* 30. Januar 1781; † 10. September 1825)
- Magdalene Henriette (* 18. April 1769; † 19. Juli 1792) ⚭ Karl Geisler (* 9. April 1760; † 22. Dezember 1806), Finanzrat in Berlin
- Auguste Elisabeth (* 2. März 1771; † 25. April 1808) ⚭ 12. Oktober 1790 Hermann von Conring (* 28. Oktober 1763; † 17. September 1809), Regierungsrat
- Katharine Amaline (* 23. Oktober 1772; † 16. April 1850) ⚭ 19. Juli 1795 Fürst Gebhard Leberecht von Blücher
- Peter (* 19. Juni 1775; † 12. November 1854), preußischer General der Kavallerie

⚭ Wilhelmine Luise von Stosch (* 26. April 1784; † 22. Oktober 1822)
⚭ 21. Juni 1824 Marie Henriette von Stosch (* 21. Juni 1791; † 9. April 1857)